# Uzi Geffenblad
Uzi Geffenblad, född 2 juli 1964 i Tel Aviv i Israel, är en svensk regissör och manusförfattare. Han är skolad valthornist och har spelat professionellt i orkestrar och på teatrar innan han flyttat till Sverige 1986.
Han har sedan 1988 arbetat med film och sedan 1991 främst med animerad film. Först arbetade han som musiker och kompositör, sedan som manusförfattare och klippare och så småningom som regissör och producent. Han har emellanåt arbetat som ljudtekniker i både film- och radioproduktioner.
Han har varit ordförande i Föreningen För Animerad Film (FFAF) 1998–2001, lärare på Mediecenter på Tumbagymnasiet och undervisar numera i manus och produktion på animationsskolorna i bland annat Visby, Eksjö, Trollhättan och Fellingsbro.
Tillsammans med Lotta Geffenblad har Uzi Geffenblad regisserat filmerna Bland tistlar och Aprikoser samt producerat kortfilmerna, När vi dör av Håkan Wennström, Kakan av Pia Holmqvist, den Guldbaggenominerade Tillväxtsjukan av Klara Swantesson och The Sleepy Revolution av Swantesson och Johanne Fronth-Nygren. Bland Tistlar och Aprikoser har vunnit 12 internationella priser, har visats i över 60 filmfestivaler och gått på bio i Frankrike, Belgien, Norge och Sverige. Samtliga produktioner är gjorda i produktionsbolaget Zigzag Animation.
Geffenblad har regisserat och skrivit manuskript samt komponerat musiken för Astons Stenar (10 internationella priser) baserad på Lotta Geffenblads barnbok samt TV-serien som bygger på böckerna om Prick och Fläck.